# David Adler
Pour les articles homonymes, voir Adler.
David Adler (3 janvier 1882 à Milwaukee - 27 septembre 1949 à Libertyville (Illinois)) est un architecte américain qui dessine plus de 200 bâtiments. Il est nommé au conseil d'administration de l'Art Institute of Chicago en 1925, élu à l'American Institute of Architects, en 1926, puis à l'Institut national des arts et des lettres, en 1945.

## Source
- (en) The David Adler Cultural Center